# Fernando de Amárica
Fernando Amárica Medina (Vitoria, 1 de junio de 1866-Vitoria, 6 de noviembre de 1956), más conocido como Fernando de Amárica, fue un pintor impresionista y escritor español, fundamentalmente conocido por sus luminosos paisajes, influidos en cierto modo por Sorolla, en el estudio del cual trabajó. Era sobrino del político Ramón Ortiz de Zárate.
Es considerado uno de los pintores vascos más importantes y su prolífica obra abarca casi medio millar de cuadros.

## Biografía
Fernando de Amárica nació en el seno de una familia acaudalada como hijo único, siendo su padre Vidal Amárica. Nació en la misma casa en la que fallecería, mandada construir por su abuelo, Marcos de Amárica y Gómez de Sáseta y ubicada en el espacio que actualmente ocupa la Plaza Amárica.
Fernando Amárica se formó en su ciudad natal, Vitoria, cursando dibujo en la Escuela de Artes y Oficios (cuyo edificio alberga actualmente el Parlamento Vasco) a partir del año 1885. Dos años después se fue a estudiar Derecho, según había sido el deseo de su tío Ramón, en la Universidad de Valladolid, donde se licenció con tan sólo 21 años, aunque posteriormente nunca llegaría a trabajar como abogado.
Desde la última década del siglo XIX comenzó a pintar de modo continuado, algo que no dejaría de hacer a lo largo de su vida. Una de sus primeras influencias fue el pintor Ignacio Díaz de Olano, amigo suyo y también vitoriano. 
Tras recorrer Italia (Roma, Florencia, Venecia, Milán y Napolés) en su afán por incrementar sus conocimientos sobre pintura, en 1898 recaló en Madrid, donde sería alumno del importante pintor impresionista Joaquín Sorolla. La influencia de éste es notable en su obra, que también está impregnada de la influencia de Ignacio Zuloaga.
En 1899 participó en la Exposición Nacional de Bellas Artes con sus lienzos La vega del Guëll en abril y Tarde en septiembre en las orillas del Zadorra en Trespuentes.
En el año 1900 se desplaza a París, donde asistirá a clases de dibujo de desnudo en la Academia Delecluce y entablará amistad con el pintor Anglada Camarasa.
A partir de ahí su reconocimiento y exposiciones nacionales e internacionales serían considerables. 
En 1952 se quedó ciego, pero siguió pintando de memoria.
Donde se encontraba su casa en la ciudad de Vitoria hay hoy en día una plaza que lo recuerda bautizada en su nombre.

## Obras (selección)
Entre sus cientos de cuadros, algunos de los más conocidos son: 
- Alava
- Escalando al cielo
- La vega del Quel en abril
- Desnudo
- 1887. Autorretrato
- Tarde en septiembre en las orillas del Zadorra en Trespuentes
- 1898. La vuelta del Zadorra en Villodas

## Exposiciones (selección)
- 1903. Salón de París
- 1905. Exposición de Marsella.
- 1920. Exposición del Congreso de Guernica.
- 1923. Palacio de Bibliotecas y Museos de Madrid, donde inauguró su primera gran exposición y con notable éxito.
- 1924. Escuela de Artes y Oficios de Vitoria, donde obtuvo el reconocimiento de su ciudad
- 1928. Sala Delcraux (Bilbao)
- 1928-1929. Exposición de Arte Español 1828-1928. Bélgica y Holanda
- 1990. Banco Zaragozano (Zaragoza). Una selección de su obra fue la que inauguró la nueva sala abierta por esta institución bancaria en esta ciudad[6]

## Libros
- 1950. Desde mi molino.

## Fundación Vidal y Fernando de Amárica
La Fundación Fernando de Amárica de su ciudad natal vela por su obra y posee más de 200 de sus cuadros. Fue fundada según su deseo y su heredera, tras haber fallecido sin descendencia, llevando su nombre y el de su padre. La sede de la misma está en el Museo de Bellas Artes de Álava, pinacoteca idónea para conocer su obra.

## Obra en colecciones y museos (selección)
- Museo del Prado
- Museo de Bellas Artes de Álava
- Museo de Bellas Artes de Bilbao
- Museo San Telmo de San Sebastián